# Fenerbahçe SK (női csapat)
A Fenerbahçe SK 2014-ben vette fel szakosztályai közé a női labdarúgócsapatát, mely a Kadınlar Süper Ligi tagja. Székhelye Isztambulban található. 

## Története
A Fenerbahçe 1995-ben hozta létre női labdarúgócsapatát, amely a nemzeti bajnokság harmadik szezonjában mutatkozott be és a rájátszásig menetelt. Következő idényüket 5 győzelem mellett 1 vereséggel zárták, de nem sikerült a továbbjutás. Ebben az évben azonban egy mai napig fennálló rekordot értek el a Ankara Dedeoğlu elleni 20–0-ás győzelmükkel. A klub rossz anyagi helyzete miatt a szezon végén megszűntették a részleg működését. 
A TFF 2021-ben 6 szuperliga klub részvételét szorgalmazta az új, tervezett női félprofi bajnoksághoz, így hosszú évek múltán 2021. augusztus 26-án újjáalakult a női szekció. Ezt követően, ez év szeptemberében a TFF felvette a 24 csapatot felvonultató bajnokság tagjai közé a Fenerbahçe gárdáját a 2021–2022-es szezonra.
Első mérkőzésüket a Beşiktaş ellen vívták a Vodafone Parkban 2021. december 18-án. Bár vereséggel nyitották a bajnokságot, az alapszakasz végére azonban csoportjuk győzteseként egészen az elődöntőig jutottak, ahol a Fatih Karagümrük állította meg őket.

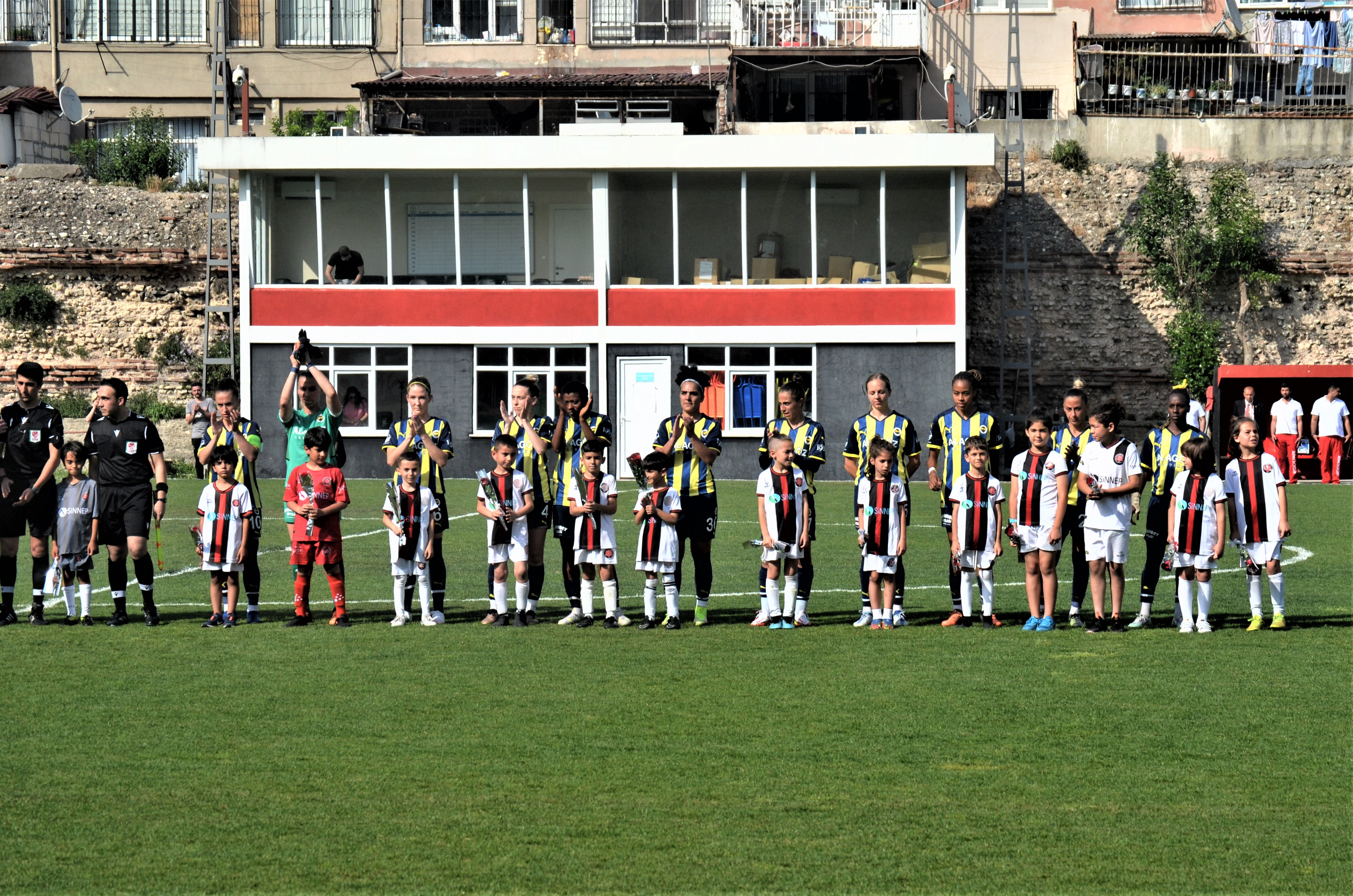
Az együttes 2022-ben a Fatih Karagümrük ellen

## Sikerlista
- Török bajnoki ezüstérmes (1): 2022–23
- Török bajnoki  bronzérmes (1): 2023–24

## Játékoskeret
2024. január 14-től
| #  |     | Poszt | Név                 |
| -- | --- | ----- | ------------------- |
| 1  | USA | K     | Anne Bailey Colombo |
| 21 | TUR | K     | Göknur Güleryüz     |
| 25 | TUR | K     | Zeynep Akdeniz      |
| 3  | TUR | V     | İlayda Cansu Kara   |
| 5  | TUR | V     | Yaşam Göksu         |
| 16 | TUR | V     | Berfin Elif Ceylan  |
| 17 | TUR | V     | İpek Kaya           |
| 23 | TUR | V     | İlayda Civelek      |
| 28 | TUR | V     | Gülbin Hız          |
| 30 | CIV | V     | Nina Kpaho          |
| 6  | TUR | KP    | Meryem Cennet Çal   |

| #  |     | Poszt | Név                  |
| -- | --- | ----- | -------------------- |
| 9  | TUR | KP    | Busem Şeker          |
| 10 | TUR | KP    | Fatma Kara           |
| 19 | TUR | KP    | Mesude Alayont       |
| 22 | TUR | KP    | Ecem Cumert          |
| 26 | TUR | KP    | Cansu Gürel          |
| 27 | USA | KP    | Haley Lanier Berg    |
| 29 | TUR | KP    | Mevlüde Melek Okuyan |
| 8  | NAM | CS    | Zenatha Coleman      |
| 11 | TUR | CS    | Yağmur Uraz          |
| 13 | TUR | CS    | Zeynep Kerimoğlu     |
| 15 | LVA | CS    | Olga Ševcova         |

## Korábbi híres játékosok
| - Yeter Bayrak - Nurdan Bekdemir - Demet Bozkurt - Ezgi Çağlar - Pınar Çimdik - Rebeka Fırıncıyan - Zerrin Koldamca - Safa Merve Nalçacı - Canan Oğyan - Ayşe Oktay - Füsun Öcal - Sevgi Özder - Nazlıcan Parlak | - Ana Rosca - Pervin Sanlı - Nevra Selışık - Leylakyan Tamkan - Songül Yeşilyurt - Erin Yenney - Shameeka Fishley - Beyzanur Aslan - Faustina Kyeremeh - Genevieve Mbeleck - Mariana Jaleca - Danielle Marcano - Kennya Cordner |